# Scott Cunningham
(Scott Douglas Cunningham)
Scott Douglas Cunningham (Royal Oak, 27 giugno 1956 – 28 marzo 1993) è stato un saggista statunitense.
Autore di numerosi libri sulla Wicca e su altri argomenti relativi alla spiritualità alternativa. 
Oggi il suo nome è tra i più celebri nella comunità pagana ed è considerato uno degli autori wicca più influenti e rivoluzionari.

## Notizie biografiche
Scott Cunningham nasce a Royal Oak (Michigan), nel 1956: la sua famiglia si trasferisce a San Diego, California, nell'autunno del 1959 e qui egli continua a vivere fino alla morte, nonostante numerosi viaggi nelle Hawaii.
Alle scuole superiori una compagna di classe lo introduce alla Wicca e alla sua spiritualità: in seguito consegue iniziazioni in varie congreghe.
Nel 1978 si iscrive come studente alla San Diego State University dove segue i corsi di scrittura creativa: un paio di anni dopo tuttavia ha già pubblicato più libri di molti dei suoi professori e lascia quindi gli studi per dedicarsi alla scrittura a tempo pieno.
Nel 1983 gli viene diagnosticato un linfoma e negli anni la sua salute peggiora finché nel 1990 gli viene diagnosticata una forma di meningite aids correlata: a seguito di numerose infezioni muore all'inizio del 1993 a soli 36 anni.

## Idee religiose
Le idee religiose di Scott Cunningham sono semplici e facili da comprendere: si basano su un'interpretazione della Wicca piuttosto basilare e i suoi lavori sono prevalentemente indirizzati al praticante solitario. Basilare non significa semplicistica: ogni affermazione nei suoi libri è accuratamente ponderata e il concetto di base che ha portato all'interno dell'Arte è stato quello della profonda soggettività delle pratiche religiose. Nel suo libro più famoso e venduto,Wicca: A Guide for the Solitary Practitioner (pubblicato in italiano col titolo "Wicca"), egli afferma "Impara facendo, e la Dea e il Dio ti benediranno con tutto quello di cui hai veramente bisogno".
Era sua profonda convinzione che la Wicca, fino ad allora rimasta piuttosto circondata dal segreto, dovesse invece aprirsi e accogliere chi desiderasse accostarvisi.

## Oppositori
Scott Cunningham è stato ed è tuttora uno degli autori wiccan più venduti ma nonostante questo le sue opere hanno incontrato le critiche negative di parte della comunità pagana che lo ha accusato di aver proposto una versione della Wicca fondamentalmente new Age, ovvero addolcita e annacquata e soprattutto basata sul concetto di "religione fai-da-te", inconcepibile per coloro che seguono forme più tradizionali e rigide della Wicca (il termine dispregiativo in uso preso la comunità pagana anglofona è "fluffy bunny", ed è usato dai detrattori per riferirsi ad autori quali Cunningham, Silver Ravenwolf, D.J. Conway e altri, spesso pubblicati dalla casa editrice Llewellyn).

## Opere[1]
| Titolo in italiano                                                       | Titolo originale                                                     | Anno pubblicazione originale | Anno pubblicazione in italiano | Casa editrice italiana | Note |
| ------------------------------------------------------------------------ | -------------------------------------------------------------------- | ---------------------------- | ------------------------------ | ---------------------- | --- |
| -                                                                        | Shadow of Love                                                       | 1980                         | -                              | -                      | Romanzo |
| Guida all'uso delle erbe magiche                                         | Magical Herbalism: The Secret Craft of the Wise                      | 1982                         | 2019                           | Venexia                | |
| Magia Naturale: Entrare in contatto con la natura per svelarne i segreti | Earth Power: Techniques of Natural Magic                             | 1983                         | 2004                           | Armenia                | Edito anche come "La magia della terra. Entrare in contatto con la natura per usarne il potere"                       |
| Enciclopedia delle piante magiche                                        | Cunningham's Encyclopedia of Magical Herbs                           | 1985                         | 1992                           | Mursia                 | Edito inizialmente sotto il nome di "Enciclopedia delle erbe magiche", poi ripubblicato nel 2003 col titolo suddetto. |
| La casa magica: incantesimi e rituali                                    | The Magical Household: Spells and Rituals for the Home               | 1987                         | 2005                           | Mursia                 | Scritto con David Harrington                                                                                          |
| Enciclopedia delle pietre magiche : cristalli, pietre preziose, metalli  | Cunningham's Encyclopedia of Crystal, Gem, and Metal Magic           | 1987                         | 1991                           | Mursia                 | |
| Wicca oggi                                                               | The Truth About Witchcraft Today                                     | 1988                         | 2003                           | Armenia                | Noto anche in inglese come "The Truth About Wicca Today"                                                              |
| Wicca                                                                    | Wicca: A Guide for the Solitary Practitioner                         | 1988                         | 2000                           | Armenia                | |
| Il libro magico degli incensi, oli & infusioni                           | The Complete Book of Incense, Oils & Brews                           | 1989                         | 2015                           | Armenia                | |
| Manuale di aromaterapia magica                                           | Magical Aromatherapy: The Power of Scent                             | 1989                         | 2004                           | Mursia                 | |
| La magia degli elementi: acqua, terra, aria, fuoco                       | Earth, Air, Fire, and Water: More Techniques of Natural Magic        | 1991                         | 2005                           | Armenia                | |
| -                                                                        | The Magic in Food                                                    | 1991                         | -                              | -                      | |
| Enciclopedia della cucina magica                                         | Cunningham's Encyclopedia of Wicca in the Kitchen                    | 1993                         | 2006                           | Mursia                 | |
| Divinazione per principianti                                             | Divination For Beginners                                             | 1993                         | 2013                           | Venexia                | |
| Vivere la Wicca                                                          | Living Wicca: A Further Guide for the Solitary Practitioner          | 1993                         | 2002                           | Armenia                | Pubblicato inizialmente con il titolo "Vita da strega", poi ripubblicato nel 2018 col titolo suddetto.                |
| Gli strumenti del mago                                                   | Spell Crafts: Creating Magical Objects                               | 1993                         | 2003                           | Armenia                | scritto con David Harrington                                                                                          |
| -                                                                        | The Truth About Herb Magic                                           | 1993                         | -                              | -                      | |
| -                                                                        | The Truth About Witchcraft                                           | 1994                         | -                              | -                      | |
| Magia e spiritualità hawaiane                                            | Hawaiian Magic and Spirituality                                      | 1995                         | 2017                           | L'età dell'acquario    | |
| -                                                                        | Pocket Guide to Fortune Telling                                      | 1997                         | -                              | -                      | |
| Sogni magici. Misteri e tecniche del sonno sacro                         | Dreaming the Divine: Techniques for Sacred Sleep                     | 1999                         | 2016                           | Venexia                | |
| Il libro delle ombre                                                     | Cunningham's Book of Shadows: The Path of An American Traditionalist | 2009                         | 2010                           | Venexia                | Manoscritto mai pubblicato in vita, scritto da Cunningham, probabilmente tra il 1970 e il 1980                        |